# Моксвил (Северна Каролина)
Моксвил (енгл. Mocksville) град је у америчкој савезној држави Северна Каролина.

## Демографија
По попису из 2010. године број становника је 5.051, што је 873 (20,9%) становника више него 2000. године.
| Група             | 2000.         | 2010.         |
| Белци             | 3.011 (72,1%) | 3.522 (69,7%) |
| Афроамериканци    | 742 (17,8%)   | 736 (14,6%)   |
| Азијати           | 28 (0,7%)     | 41 (0,8%)     |
| Хиспаноамериканци | 337 (8,1%)    | 607 (12,0%)   |
| Укупно            | 4.178         | 5.051         |